# Kultura ahrensburska

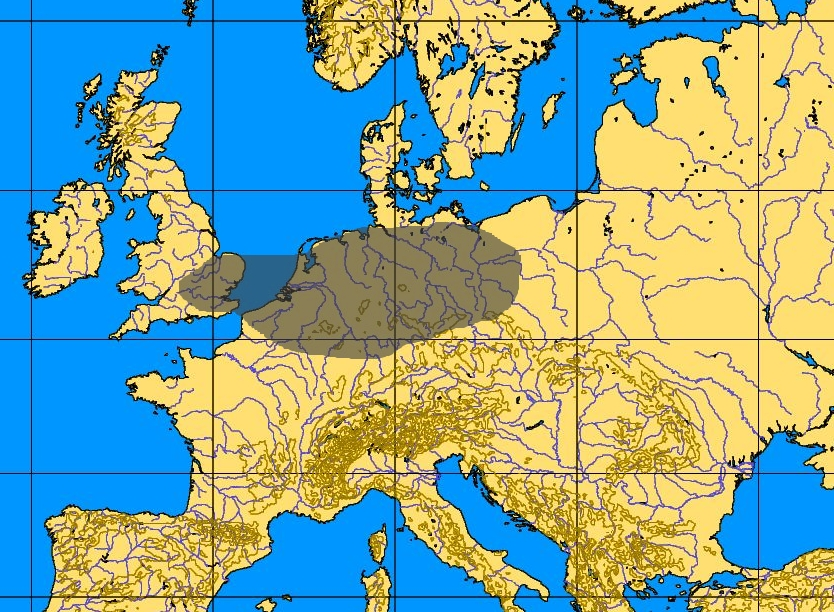
Zasięg kultury ahrensburskiej

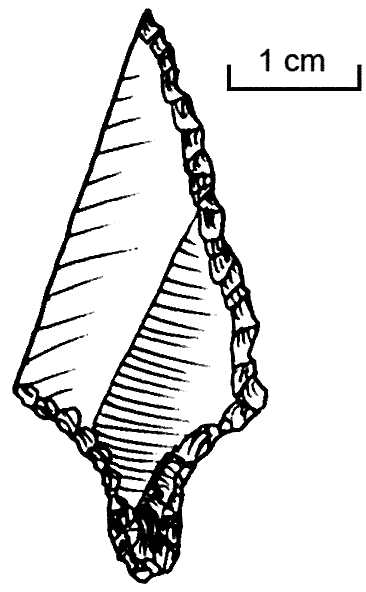

Kultura ahrensburska – nazwa tej kultury związana jest z eponimicznym stanowiskiem Ahrensburg pod Hamburgiem. Rozwój niniejszej kultury wyznacza okres od ok. 12 tys. lat temu do początków holocenu.
W sensie geograficznym zespół zjawisk kulturowych utożsamiany z kulturą ahrensburską obejmuje swym zasięgiem tereny Niżu Europejskiego  rozciągając się od angielskich Middlesex i Norfolk po pogranicze lubusko – wielkopolskie.
Inwentarz narzędziowy w niniejszej kulturze reprezentowany jest przez ostrza trzoneczkowate, drapacze, rylce, retuszery, gładziki do których produkcji posługiwano się techniką wiórową. Inwentarz kościany w owej kulturze reprezentowany był przez motyki typu Lyngby. Gospodarka kultury ahrensburskiej opierała się głównie na sezonowych polowaniach na stada reniferów przy zastosowaniu łuku co jest poświadczone na stanowisku – Stellmoor oprócz reniferów polowano na jelenie i dziki.